# 翡翠蜑螺
翡翠蜑螺（学名：Smaragdia rangiana），是原始腹足目蜑螺科水彩蜑螺属的一种。主要分布于越南、台湾，常栖息在产于海边潮间带。